# 津沢彰秀
津沢 彰秀（つざわ あきひで、1954年9月24日 - ）は、日本の元子役、俳優。東京都出身。

## 略歴

『ウルトラマン』。左から二瓶正也、石井伊吉、小林昭二、桜井浩子、黒部進、津沢彰秀。

俳人・津沢マサ子の三男として生まれる。5歳のころより児童劇団に入り子役として活動。
1966年、小学6年生（11歳）の時に『ウルトラマン』にホシノ・イサム少年役として出演する。しかし正月休みに兄と訪れたよみうりランドの人工スキー場「読売スキーセンター」で滑走中に足を骨折。2ヶ月間の入院でそれ以降の出演が叶わず、第25話が最後の出演となった。その後は中学校進学を機に芸能活動を終了し、長い間芸能界に関わることはなかった。
2003年、36年ぶりに『ウルトラマン』の出演者たちと顔を合わせ対談し、その内容は2003年に桜井浩子が発表した著書「ウルトラマン創世記」（小学館）に「ウルトラマン・大座談会」と題して、桜井と行った「特別対談」と共に収録されている。その中で、『ウルトラマン』への出演については「ものすごい財産。一番の財産ですよ」と語っている。以後、ウルトラシリーズ関連のイベントや取材などでメディアに度々顔を出している。

## 人物・エピソード
子役時代に津沢と共演していた山村哲夫は、津沢について演技が素直で本番でも照れずに入っていくため、監督たちに可愛がられていたと証言している。津沢と山村は、テレビドラマ『小さな目』で共演して以来、家によく泊まりに行く仲となり、津沢が一緒の事務所がいいと駄々をこねたため、山村が津沢と同じ事務所へ移籍することとなった。しかし、同じ事務所になってからの共演は『ウルトラマン』第9話だけであった。

### 『ウルトラマン』でのエピソード
ホシノ少年が隊員服を着るのは第16話からであるが、津沢によれば衣装は当初から準備されていたといい、着用に至る展開は知らされていなかったが、仮縫いを行っていたので着用する機会が来ることは認識していたと述懐している。津沢は、隊員服を着てのロケが楽しみであったといい、降板時も隊員服を着られなくなることが悲しかったという。
『ウルトラマン』の撮影中に変声期となり、第18話のアフレコではうまく声が出せず、NGを連発した。このとき芸能生活で初めて悔し泣きをしたが、ハヤタ隊員役の黒部進から励まされたことを後年でも思い出として語っている。
第24話で、ホシノがジェニーを慰めるためにみせた変顔はすべて津沢のアドリブであった。
『ウルトラマン』出演時に、小学校で「科学特捜隊ができるなら生徒会長もできるだろう」として生徒会長に任命された。このことは当時の報知新聞でも報じられた。

## 出演作品

### 映画
- 「粘土のお面」より かあちゃん（1961年、稔坊 役）
- 氷点（1966年、少年時代の徹 役）

### テレビドラマ
- チャンピオン太（1962年、アキ坊 役）
- 柔道一代（1963年、健作 役）
- 青年同心隊 第13話「それでも虹を追う」（1965年、TBS）- 秋坊 役
- 燃ゆる白虎隊 第9話「野の花」（1965年、TBS) - 与吉 役（※二木てるみと二回目の姉弟役）
- 小さな目（1965年、鬼塚松夫 役）
- ウルトラシリーズ
  - ウルトラQ 第12話「鳥を見た」（1966年、三郎 役）
  - ウルトラマン前夜祭 ウルトラマン誕生（1966年、ホシノ・イサム役）
  - ウルトラマン（1966年、ホシノ・イサム役）

### その他
- 『ウルトラマン』ソノシート（1966年 - 1967年） - ホシノ・イサム役
- 徹底検証! ぼくらのウルトラマン伝説〜昭和のヒーロー『ウルトラQ』、『ウルトラマン』、『ウルトラセブン』誕生秘話〜（2011年1月1日、BS日テレ）